# لوکاس شوالیه
لوکاس شوالیه (انگلیسی: Lucas Chevalier؛ زادهٔ ۶ نوامبر ۲۰۰۱) بازیکن فوتبال اهل فرانسه است که از سال ۲۰۲۵ برای باشگاه فوتبال پاری سن-ژرمن بازی می‌کند.
وی همچنین در تیم‌های ملی فوتبال France national under-16 football team، زیر ۱۸ سال فرانسه، و زیر ۲۰ سال فرانسه بازی کرده‌است.